# Nazionale maschile di pallanuoto della Svezia
La nazionale di pallanuoto maschile della Svezia (Sveriges herrlandslag i vattenpolo) è la rappresentativa pallanuotistica della Svezia in campo maschile nelle competizioni internazionali. È gestita dalla federazione nuoto svedese, la Svenska Simförbundet.

## Storia
È stata una nazionale di vertice nel mondo pallanuotistico fino agli anni cinquanta, vincendo un argento olimpico e tre argenti europei. Dopo allora non sono più arrivati risultati importanti.

## Risultati
Olimpiadi
- 1908  Bronzo
- 1912  Argento
- 1920  Bronzo
- 1924 4º
- 1936 7º
- 1948 5º
- 1952 9º
- 1980 11º

Europei
- 1926  Argento
- 1927 4º
- 1934 4º
- 1947  Argento
- 1950  Argento
- 1962 9º
- 1966 9º
- 1970 9º
- 1974 4º (Europeo B)
- 1977 4º (Europeo B)
- 1981 5º (Europeo B)
- 1983 4º (Europeo B)
- 1985 5º (Europeo B)
- 1987 6º (Europeo B)
- 1989 16º
- 2002 (Europeo B) 6º

## Formazioni

### Olimpiadi
Giochi olimpici - Londra 1908Andersson · Bergvall · Hanson · Julin · Kumfeldt · Runström · Wennerström, CT: -
Giochi olimpici - Stoccolma 1912Kumfeldt · Julin · Gumpel · Andersson · Hanson · Andersson · Bergqvist, CT: -
Giochi olimpici - Anversa 1920Julin · R. Andersson · V. Andersson · Bergqvist · Gumpel · Hanson · E. Andersson · Backlund · Nauman · Kumfeldt, CT: -
Giochi olimpici - Parigi 1924C. Andersson · E. Andersson · W. Andersson · Backlund · Nauman · Norberg · Persson · Wictorin · Friberg · E. Skoglund · N. Skoglund, CT: -
Giochi olimpici - Berlino 1936Andersson · Berg · Holm · Lindzén · Ljungqvist · Nauman · Persson · Pettersson · Sandström · Svensson · Sjöström, CT: -
Giochi olimpici - Londra 1948Öberg • Holm • R. Julin • Spångberg • Jutner • Johansson • A. Julin • Eriksson • Gadd • Ohlson • Ericsson, CT: -
Giochi olimpici - Helsinki 1952Källqvist • Holm • Spångberg • Johansson • Jutner • Hellbrand • Julin • Larsson • Lexander • Öberg • Pålsson, CT: -
Giochi olimpici - Mosca 1980Flodqvist • Karlsson • Lundén • Danielson • Carlsson • Stenberg • Johansson • Carlström • Skåål • Andersson • Claesson, CT: -